# اودنتال
اودنتال (به آلمانی: Odenthal) یک شهر در آلمان است که در راینیش-برگیشر کرایس واقع شده‌است. اودنتال ۱۵٬۷۱۸ نفر جمعیت دارد.